# Тагандурдыев, Байрамгельды
Байрамгельды Тагандурдыев — советский туркменский хозяйственный, государственный и партийный деятель.

## Биография
Родился в 1935 году в Ашхабаде. Член КПСС с 1960 года.
С 1956 года — на хозяйственной, общественной и политической работе. В 1956—1991 гг. — инженерно-технический работник управления «Кумдагнефть», второй секретарь Небитдагского горкома КП Туркмении, заместитель заведующего отделом ЦК КП Туркмении, второй секретарь Красноводского обкома КП Туркмении, председатель Красноводского облисполкома, первый секретарь Чарджоуского обкома КП Туркмении.
Избирался депутатом Верховного Совета Туркменской ССР 10-го и 11-го созывов, народным депутатом СССР от Керкинского национально-территориального избирательного округа № 432 Туркменской ССР.
Умер после 1991 года.